# Oxygonum annuum
Oxygonum annuum là một loài thực vật có hoa trong họ Rau răm. Loài này được S.Ortiz & Paiva mô tả khoa học đầu tiên năm 1999.